# طابع بريدي محلي للملكة إليزابيث الثانية (كندا)
كان طابع الملكة إليزابيث الثانية المحلي طابعًا بريديًا نهائيًا أصدرته هيئة بريد كندا وحمل صورة إليزابيث الثانية ملكة كندا من عام ١٩٥٢ إلى عام ٢٠٢٢. صدرت ثمانية إصدارات من الطابع بين عامي ٢٠٠٣ و٢٠١٩.

## الخلفية

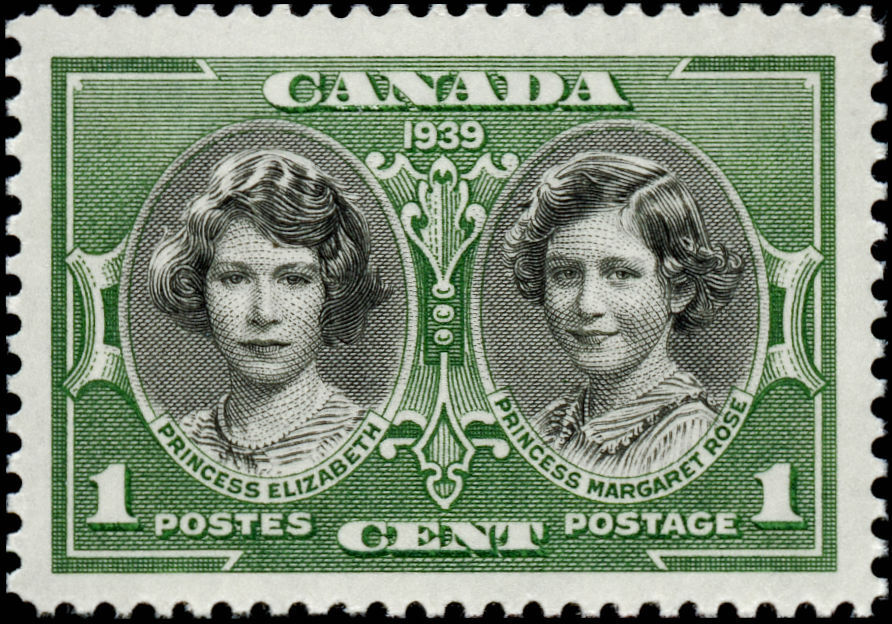
طابع بريدي يحمل صورة الأميرتين إليزابيث ومارجريت صدر خلال الزيارة الملكية لكندا مع والديهما عام 1939

تُصوِّر كندا ملوكها على الطوابع منذ عام ١٨٥١ ويستمر هذا التقليد حتى يومنا هذا. منذ عام ١٩٣٩ ظهرت صورة الملكة إليزابيث الثانية على ٥٩ طابعًا بريديًا صادرًا في كندا معظمها طابعات بريدية نهائية. ونُقل عن سيندي داوست المتحدثة باسم بريد كندا قولها إن الطوابع التي تحمل صورة الملكة "تتفوق الآن على الطوابع الأخرى بنسبة عشرة إلى واحد سواءً كانت طبعة تذكارية أو نهائية".

## التصميم
في قاعة ريدو في 19 ديسمبر 2003 كشفت الحاكمة العامة أدريان كلاركسون برفقة رئيس مجلس إدارة بريد كندا والمدير التنفيذي أندريه أويليت وفنان موسيقى البوب الكندي والمصور الفوتوغرافي برايان آدامز عن طابع بريدي محلي بقيمة 49 سنتًا يحمل صورة الملكة إليزابيث الثانية. أصدر بريد كندا هذا الطابع بناءً على طلب الرابطة الملكية الكندية وقد صدرت الطابعات التذكارية المزدوجة (عادةً ما تكون هذه الأنواع من الطوابع مختلفة) للاحتفال باليوبيل الذهبي للملكة.
باستخدام صورة فوتوغرافية بالأبيض والأسود للملكة التقطها آدامز خلال جلسة تصوير مدتها خمس دقائق مع الملكة في قصر باكنغهام قامت ساسكيا فان كامبن من شركة غوتشالك + آش للرسومات في تورنتو بقص الصورة ووضع وجه الملكة خارج المركز وأضفت عليه لمسة من اللون البني الداكن. شكّلت هذه الصورة غير الرسمية خروجًا عن تقليد استخدام صور رسمية أو تماثيل للملوك على الطوابع الكندية. وصف آدامز صورته بأنها "لمحة عن الشخص الحقيقي... ما جعل هذه الصورة مميزة هو ابتسامتها الساحرة. إنها فريدة من نوعها". أُعيد إصدار هذا الطابع في 20 ديسمبر 2004 كطابع بريدي محلي بخمسين سنتًا بلمسة زرقاء اختيرت للتباين مع لون الطابع السابق. ولإجراء أمني ولإضفاء عمق لوني أكبر تكوّن اللون الأزرق من ستة ألوان مختلفة.
في 14 يناير 2019 قدم طابع بريدي دائم آخر يحمل صورة التقطت في عام 2017 في بورتسموث إنجلترا.

## الطوابع غير المقومة
أُعلن في 19 سبتمبر 2006 أنه سيتم إصدار سلسلة من الطوابع الجديدة في ديسمبر من ذلك العام كطابع بريدي غير مقوم والذي سيظل صالحًا للبريد المحلي من الدرجة الأولى (حتى 30 جرامًا) حتى مع أي زيادات مستقبلية في أسعار البريد. تضمنت السلسلة الجديدة طابعًا للملكة والذي استخدم صورة ملونة التُقطت أثناء جولتها للاحتفال بالذكرى المئوية لساسكاتشوان وألبرتا. يظهر حرف "بيه" في الزاوية اليمنى السفلية بدلاً من القيمة العددية للإشارة إلى أنه صالح لسعر الرسائل المحلي الأساسي. أصدر الإصدار الثاني من هذا الطابع في 27 ديسمبر 2007 وظهرت عليه صورة للملكة أثناء زيارتها عام 2005 إلى ساسكاتشوان وألبرتا.